# Farnsworth Wright
Farnsworth Wright (Santa Bárbara, California, 29 de julio de 1888-Jackson Heights, Nueva York, 12 de junio de 1940), fue un escritor y editor estadounidense. Es conocido sobre todo por ser el editor de la revista pulp de fantasía y terror Weird Tales durante su etapa de mayor prestigio; editó 179 números de la revista entre noviembre de 1924 y marzo de 1940.
Jack Williamson se refirió a él como «el primer gran editor del género fantástico», y el editor y bibliógrafo E. F. Bleiler lo describe en su libro The Guide to Supernatural Fiction como «un excelente editor que sabía reconocer los trabajos de calidad».

## Biografía

### Primeros años
Wright nació en California y estudió en la Universidad de Nevada en Reno y en la Universidad de Washington. Su madre le enseñó música y le inspiró su interés por los clásicos y por el arte; era un amante de la poesía, lo que posteriormente le llevó a incluirla en Weird Tales cuando fue su editor, uno de los pocos mercados del mundo pulp para el verso. Su primer trabajo fue como reportero, pero fue reclutado en el ejército de los Estados Unidos en 1917 y sirvió en la infantería en la Primera Guerra Mundial.

### Editor
Wright trabajaba como crítico musical para el Chicago Herald and Examiner cuando comenzó su relación con la revista pulp de fantasía y terror Weird Tales, fundada en 1923. Al principio trabajó como lector manuscritos, y en 1924 sustituyó al primer editor de la revista, Edwin Baird, cuando este último fue despedido por J. C. Henneberger, propietario de la editorial.
Durante su etapa como editor de Weird Tales, que se prolongó hasta 1940, la revista publicó regularmente relatos de autores notables como H. P. Lovecraft, Robert E. Howard y Clark Ashton Smith. Sin embargo, Wright tenía una relación tensa con los tres escritores, rechazando algunas de sus obras más importantes, como En las montañas de la locura y La sombra sobre Innsmouth de Lovecraft, La hija del gigante helado de Howard, o The Seven Geases de Smith. Podría ser desalentador y alentador con igual falta de lógica. Su preferencia por los relatos cortos le llevó a desalentar especialmente a Lovecraft, cuyas mejores obras eran extensas durante la década de 1930. Sin embargo, en palabras del historiador Mike Ashley, «Wright convirtió Weird Tales de una revista pulp de terror relativamente rutinaria a lo que se ha convertido en una leyenda».
Sus gustos variados permitieron la publicación de géneros variados, como la espada y brujería de Robert E. Howard, la ficción cósmica de Lovecraft, las historias de detectives de lo oculto de Seabury Quinn, las chinoiseries de E. Hoffman Price y Frank Owen, las historias de terror de Paul Ernst y las óperas espaciales y aventuras pandimensionales de Edmond Hamilton y Nictzin Dyalhis.
Wright también editó anónimamente una antología de historias de Weird Tales, The Moon Terror (1927), como un extra para los suscriptores. Esta antología incluía The Moon Terror, de A. G. Birch; Ooze, de Anthony M. Rud; Penelope, de Vincent Starrett; y An Adventure in the Fourth Dimension del propio Wright, descrita como «una sátira alucinante sobre las teorías cuatridimensionales de los matemáticos y las historias interplanetarias en general». Sin embargo, el contenido de la antología (lamentablemente representativo de lo peor de los primeros años de la revista) supuso que el libro tardó años en venderse. Wright también editó una revista hermana, Oriental Stories (más tarde cambió de nombre a Magic Carpet Magazine), que duró desde 1930 hasta 1934.
Wright (apodado «Platón» por sus escritores) impulsó la carrera de tres importantes artistas gráficos del género fantástico: Margaret Brundage, Virgil Finlay y Hannes Bok. Todos ellos le hicieron su primera venta a Weird Tales. Wright era amigo íntimo de algunos escritores que publicaban en la revista, como E. Hoffman Price (que a menudo le ayudó a leer los manuscritos que se presentaban a la revista) o Otis Adelbert Kline.
En ocasiones bajo el seudónimo Frances Hard, también publicó algunas de sus propias obras de ficción, pero no se consideran memorables. Su poesía se considera más delicada, pero él limitó su publicación.
El escritor Robert Bloch describe a Wright como «un hombre alto y delgado, con voz baja y suave que, junto con una persistente parálisis que se debió probablemente a los efectos de la enfermedad de Parkinson, una aflicción que le había acosado desde el servicio militar durante la guerra, una autoridad en Shakespeare y un ex crítico de música, este hombre de voz blanda, calvo y prematuramente envejecido parecía poco apropiado como editor de una publicación con chicas desnudas en sus portadas y horrores ocultos en sus páginas».

### Últimos años y muerte
Wright se casó con Marjorie J. Zinkie (Aurora, Illinois, 1 de septiembre de 1893-Bellevue, Washington, 9 de abril de 1974) en torno a 1929. Ella era graduada por la Universidad de Washington y trabajó como bibliotecaria en distintos lugares. Tuvieron un hijo, Robert Farnsworth Wright (Chicago, 21 de abril de 1930- Bellevue, 1 de marzo de 1993).
Wright había desarrollado la enfermedad de Parkinson en 1921; en 1930 ya no pudo firmar sus propias cartas. Intentó lanzar la Wright's Shakespeare Library en 1925 con una edición de formato pulp de El sueño de una noche de verano, pero a pesar de las ilustraciones del conocido artista Virgil Finlay, el libro no se publicó.
Su creciente mala salud lo obligó a dimitir como editor de Weird Tales en 1940, y falleció el 12 de junio de ese mismo año; está enterrado en el Willamette National Cemetery en Portland (Oregón). Dorothy McIlwraith le sucedió como editora de la revista.